# Бурый терпуг
Бурый терпуг (лат. Hexagrammos octogrammus) — морская донная рыба семейства терпуговых (Hexagrammidae).

## Описание
Средняя длина бурого терпуга до 35 см, у берегов Камчатки — до 42 см. Окрас коричневый или зеленовато-бурый с бурыми пятнами. Живот и низ головы светлые. От каждого глаза расходятся тёмно-бурые полосы, на щеках белые с голубоватым оттенком пятна, над основаниями грудных плавников — круглые чёрные пятна. Мясо зелёное.

## Распространение и среда обитания
Обитает в Японском, Охотском, Беринговом морях и в океане неподалёку от этих морей; по побережью Северной Америки — на юг до города Ситка на острове Баранова. От осени до начала лета держатся на глубине, а летом у берегов.

## Хозяйственное значение
Как прилов попадает в береговые и ставные неводы. Ещё бурого терпуга часто ловят на удочку. В Северной Японии часто продаётся на рыбных рынках, но считается не слишком ценным.